# Société botanique allemande
La Société botanique allemande (Deutschen Botanischen Gesellschaft) est une société savante consacrée à la botanique fondée en 1882 à Berlin. Organisme sans but lucratif, cette société a pour but de représenter les sciences botaniques dans les régions germanophones et de promouvoir l’étude scientifique des végétaux tant en Allemagne que sur le plan international.
La société fait paraître le bimensuel Plant Biology qui succède à Botanica Acta (1988-1998) lui-même ayant pris la suite de Berichte der Deutschen Botanischen Gesellschaft (1882-1987).
Deux fois par an, la Société organise un congrès (Botanikertagung) en langue allemande dans une université germanophone. Ceux-ci permettent outre la présentation de communication ou de poster, des excursions botaniques ainsi que la tenue de l’assemblée générale de la Société. Des prix sont également distribués comme le Prix Wilhelm Pfeffer du nom du botaniste Wilhelm Friedrich Philipp Pfeffer (1845-1920) d’un montant de 2 500 € et récompensant une thèse de doctorat en botanique ou le prix Horst-Wiehe récompensant tous les deux ans une recherche particulière en botanique.